# Szelków
Szelków is een dorp in het Poolse woiwodschap Mazovië, in het district Makowski. De plaats maakt deel uit van de gemeente Szelków en telt 4000 inwoners.